# 喜惣治
喜惣治（きそうじ）は、愛知県名古屋市北区にある町名。現行行政地名は喜惣治一丁目及び喜惣治二丁目。住居表示未実施。

## 地理
名古屋市北区の北部に位置し、南と東に大我麻町、西に楠、北に名古屋市に隣接する豊山町と接する。

### 字一覧
喜惣治新田村当時の字として、一番割・二番割・三番割・四番割・五番割・六番割・七番割・中島が存在した。すべて楠町喜惣治新田に残存する。

## 歴史

### 町名の由来
大蒲新田内比良村入鹿新田の一部分であったが、1717年（享保2年）、中萱津村在の平八なる者が流作場とした。また、1753年（宝暦3年）、愛知郡戸部下新田在の喜惣治なる人物にこれを売却したという。1763年（宝暦13年）に至り、農民がこれを開発し、喜惣治新田と称したという。

### 沿革

#### 喜惣治新田
- 1889年（明治22年）10月1日 - 西春日井郡喜惣治新田が合併に伴い、同郡如意村大字喜惣治新田となる[3]。
- 1906年（明治39年）7月16日 - 合併に伴い、西春日井郡楠村大字喜惣治新田となる[3]。
- 1955年（昭和30年）10月1日 - 合併に伴い、名古屋市北区楠町大字喜惣治新田となる。
- 1974年（昭和49年）7月17日 - 大字喜惣治新田の一部が喜惣治一丁目・喜惣治二丁目に編入される[3]。

#### 喜惣治一丁目・喜惣治二丁目
- 1974年（昭和49年）7月17日 - 北区楠町大字喜惣治新田・大蒲新田の各一部により、同区喜惣治一丁目・喜惣治二丁目がそれぞれ成立する[3]。

## 世帯数と人口
2019年（平成31年）1月1日現在の世帯数と人口は以下の通りである。
| 丁目         | 世帯数    | 人口    |
| ------------ | --------- | ------- |
| 喜惣治一丁目 | 640世帯   | 1,345人 |
| 喜惣治二丁目 | 1,135世帯 | 2,390人 |
| 計           | 1,775世帯 | 3,735人 |

### 人口の変遷
国勢調査による人口の推移
| 1995年（平成7年）  | 4,678人 | [ WEB 5 ]  |  |
| 2000年（平成12年） | 4,471人 | [ WEB 6 ]  |  |
| 2005年（平成17年） | 4,277人 | [ WEB 7 ]  |  |
| 2010年（平成22年） | 4,194人 | [ WEB 8 ]  |  |
| 2015年（平成27年） | 3,863人 | [ WEB 9 ]  |  |
| 2020年（令和2年）  | 3,573人 | [ WEB 10 ] |  |

## 学区
市立小・中学校に通う場合、学校等は以下の通りとなる。また、公立高等学校に通う場合の学区は以下の通りとなる。
| 丁目         | 番・番地等 | 小学校               | 中学校             | 高等学校 |
| ------------ | ---------- | -------------------- | ------------------ | -------- |
| 喜惣治一丁目 | 全域       | 名古屋市立楠西小学校 | 名古屋市立楠中学校 | 尾張学区 |
| 喜惣治二丁目 | 全域       | 名古屋市立楠西小学校 | 名古屋市立楠中学校 | 尾張学区 |

## 施設

### 喜惣治一丁目
- 喜惣治第一公園

1974年（昭和49年）6月25日供用開始。
- 喜惣治第二公園

1976年（昭和51年）4月1日供用開始。
- 喜惣治第三公園

1978年（昭和53年）4月1日供用開始。
- 楠西コミュニティセンター
- 生鮮館やまひこ

### 喜惣治二丁目
- 名古屋市営喜惣治荘
- 名古屋喜惣治郵便局

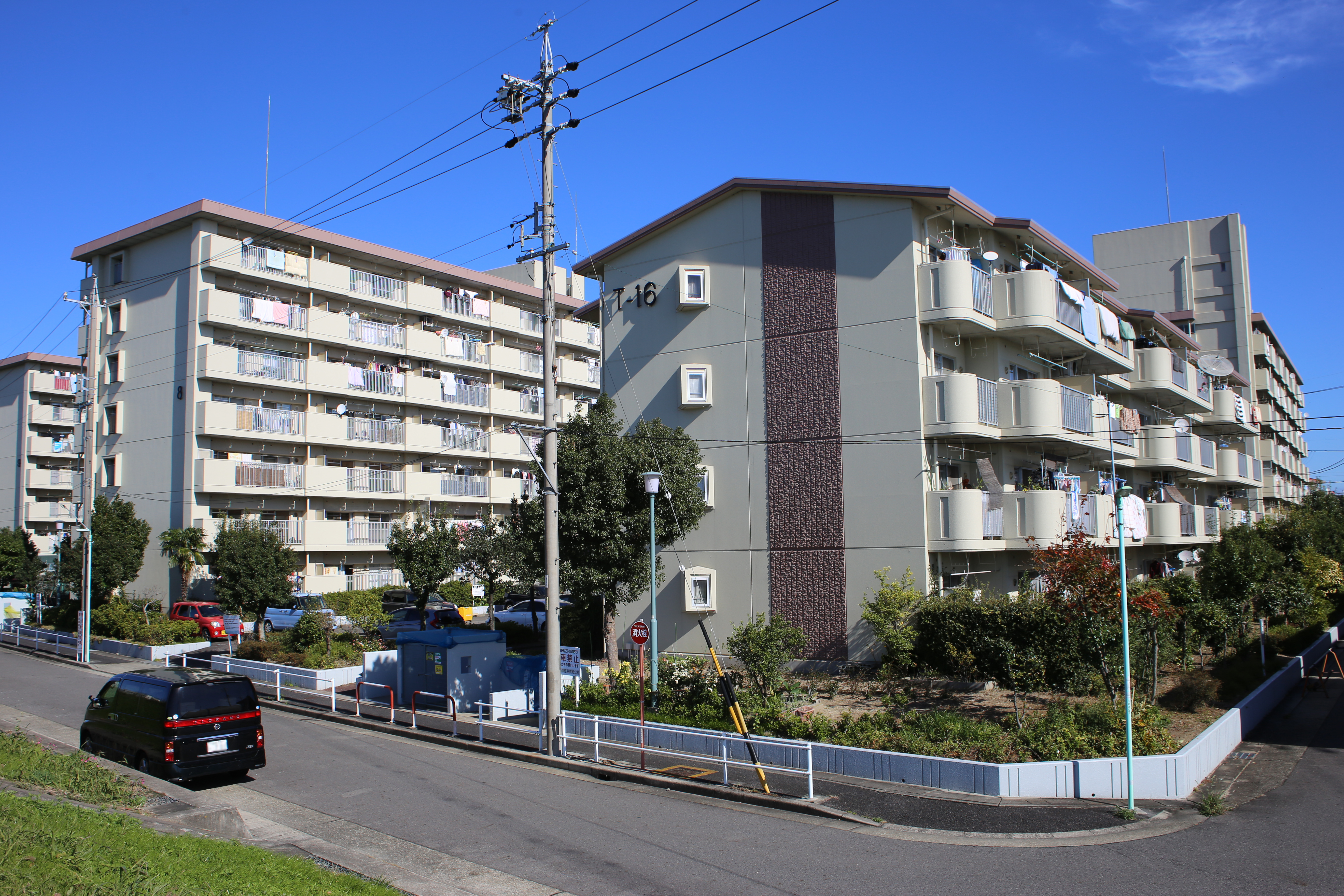
名古屋市営喜惣治荘（2017年11月）

## その他

### 日本郵便
- 郵便番号 : 462-0065[WEB 2]（集配局：名古屋北郵便局[WEB 14]）。

### WEB
1. 1 2  “町・丁目(大字)別、年齢(10歳階級)別公簿人口(全市・区別)”.   名古屋市 (2019年1月23日). 2019年1月23日閲覧。
2. 1 2  “郵便番号”.  日本郵便. 2019年1月6日閲覧。
3. ↑  “市外局番の一覧”.   総務省. 2019年1月6日閲覧。
4. ↑  “北区の町名一覧”.   名古屋市 (2015年10月21日). 2019年1月12日閲覧。
5. ↑  総務省統計局 (2014年3月28日). “平成7年国勢調査の調査結果(e-Stat) - 男女別人口及び世帯数 －町丁・字等” (CSV). 2019年4月27日閲覧。
6. ↑  総務省統計局 (2014年5月30日). “平成12年国勢調査の調査結果(e-Stat) - 男女別人口及び世帯数 －町丁・字等” (CSV). 2019年4月27日閲覧。
7. ↑  総務省統計局 (2014年6月27日). “平成17年国勢調査の調査結果(e-Stat) - 男女別人口及び世帯数 －町丁・字等” (CSV). 2019年4月27日閲覧。
8. ↑  総務省統計局 (2012年1月20日). “平成22年国勢調査の調査結果(e-Stat) - 男女別人口及び世帯数 －町丁・字等” (CSV). 2019年4月27日閲覧。
9. ↑  総務省統計局 (2017年1月27日). “平成27年国勢調査の調査結果(e-Stat) - 男女別人口及び世帯数 －町丁・字等” (CSV). 2019年4月27日閲覧。
10. ↑  “データセット情報 国勢調査 / 令和２年国勢調査 / 小地域集計　（主な内容：基本単位区別，町丁・字別人口など） 23：愛知県”.   独立行政法人統計センター. 2022年3月31日閲覧。
11. ↑  “市立小・中学校の通学区域一覧”.   名古屋市 (2018年11月10日). 2019年1月14日閲覧。
12. ↑  “平成29年度以降の愛知県公立高等学校（全日制課程）入学者選抜における通学区域並びに群及びグループ分け案について”.   愛知県教育委員会 (2015年2月16日). 2019年1月14日閲覧。
13. 1 2 3  “都市公園の名称、位置及び区域並びに供用開始の期日” (2019年5月1日). 2019年11月3日閲覧。
14. ↑  郵便番号簿 平成29年度版 - 日本郵便. 2019年01月06日閲覧 (PDF)

### 書籍
1. ↑  名古屋市計画局 1992, p. 912.
2. 1 2 3  名古屋市計画局 1992, p. 177.
3. 1 2 3 4  名古屋市計画局 1992, p. 753.